# Psychrolutes marcidus
Psychrolutes marcidus (även kallad blobfisk från engelskans blobfish) är en djuphavsfisk av släktet Psychrolutes. 
P. marcidus är en endemisk art och lever utanför Australiens sydöstkust och runt Tasmanien på 600-1200 meters djup. Man har dock gjort ett fynd väster om Timor.
Eftersom dess densitet är något lägre än vattens, kan den flyta omkring strax ovanför havsbottnen, utan att behöva använda muskelenergi till att simma. Dess relativa brist på muskler är inte en nackdel eftersom den främst sväljer ätliga ämnen som flyter framför den, såsom djuphavskräftdjur. 
Arten blir upp till 30 cm och finns inte upptagen i IUCN:s rödlista. I september 2013 blev arten framröstad som världens fulaste djur ("Worlds Ugliest Animal") samt blev adopterad som maskot av Ugly Animal Preservation Society.[källa behövs]